# Odilon Verjus
Pour les articles homonymes, voir Verjus (homonymie).
Odilon Verjus, ou Les Exploits d'Odilon Verjus, est une série de bande dessinée d'aventure humoristique franco-belge écrite par Yann Le Pennetier et dessinée par Laurent Verron pour Le Lombard, entre mars 1996 et 2006.

## Descriptions

### Synopsis
Odilon Verjus est un missionnaire des années 1930 qui parcourt le monde accompagné du jeune novice Laurent de Boismenu.

### Personnages
- Odilon Verjus, missionnaire vivant depuis vingt-et-un ans parmi les Papous, doté d'une barbe blanche, d'une large panse, il est dévoué à sa communauté d'adoption. Il porte secours aux démunis, élève douze petits orphelins et se pose en rival  contre les sorciers indigènes en décourageant la pratique du cannibalisme rituel. Il jure en papou, cite la Bible et la liturgie en latin et chante (faux) des chansons paillardes. Sa grande force et sa sagesse lui viennent d'une existence remplie qu'il raconte par ailleurs lors du duel de chant de l'album "Eskimo" : poulbot de Paris, puis souteneur à Pigalle, il a été aumônier dans les tranchées de Verdun. Il parle couramment le papou, le latin, l'argot de Paris, l'allemand (appris dans les tranchées) et apprend encore l'inuit.
- Laurent de Boismenu, missionnaire novice, rejoint Odilon Verjus pour en devenir le disciple. Malgré ses difficultés de départ, il rejoint vite l'esprit d'Odilon. Ancien héros de l'aviation de la Grande Guerre dans l'escadrille des cigognes, il a été descendu par l'as allemand Ernst Udet, le 10 novembre 1918. Traumatisé par la guerre, il s'est tourné vers les ordres. Plus strict qu'Odilon en matière de religion et de mœurs, il s'adapte moins bien aux situations qu'ils traversent.
- Monseigneur Golias, cardinal supérieur hiérarchique d'Odilon et Laurent, envoie ces derniers sans cesse en mission secrète apparemment pour les embêter. Nos compères, vexés de ne pouvoir retrouver la Papouasie, ont l'habitude de se venger par des farces de potache.
- Joséphine Baker, personnage historique, chanteuse de cabaret, apparaît dans Adolf et reprend une part active dans Vade Retro Hollywood et Folies Zeppelin. Ses apparitions insistent sur sa personnalité de femme volage, écervelée et de future résistante. Secrètement amoureuse d'Odilon et opposée aux nazis, elle prend de l'importance d'album en album.

Il est à noter que les deux principaux personnages sont (très librement) inspirés de prêtres ayant réellement existé : Mgr Henri Verjus (1860-1892) fut un des premiers missionnaires de Papouasie et son successeur fut Mgr Alain de Boismenu (1870-1953). L'un comme l'autre appartenaient à l'ordre religieux des Missionnaires du Sacré-Cœur de Jésus d'Issoudun.

## Analyse
L'humour de la bande dessinée est basé sur le personnage de ce missionnaire de terrain à la personnalité forte et atypique. Par sa perspicacité, la force de sa volonté mais aussi de ses poings, il va résoudre les énigmes et redresser les torts au gré des missions que lui confie le Vatican à travers la personne du cardinal Golias. Les récits sont truffés de références variées à la bande-dessinée des Aventures de Tintin et d'Astérix, de rencontres avec des personnages historiques comme Édith Piaf, Joséphine Baker, André Gide, Leni Riefenstahl, les Marx Brothers et Agatha Christie ou des apparitions de personnages fictifs, les Blues Brothers en tueurs à gage et les Pieds Nickelés en proxénètes.
Au terme du premier tome, Odilon et Laurent quittent la Papouasie pour se mettre à la disposition du Vatican. Après cela, ils n'auront de cesse de retourner auprès de la tribu des Fouyoughés, mais après chaque mission Monseigneur Golias les expédie en un autre coin du globe, sauf au terme de Folie Zeppelin, ce qui marque la fin de la série.
L'esprit de la série est résolument moderne. Chaque album est bien documenté que ce soit sur l'histoire des missions, les mœurs des Papous ou des Inuits, les références à l'art parisien ou berlinois ou les nombreux personnages qui apparaissent. Il n'y a aucune vision colonialiste des rapports entre les occidentaux et les indigènes. La Papouasie et la banquise sont le théâtre de luttes de pouvoir, les cannibales apparaissent comme des personnages tout à fait intelligents et le monde blanc n'a aucune supériorité à faire valoir. La série parvient également à faire de l'humour avec la religion sans lui manquer de respect.

## Publications

### Revue
BoDoï
Ce n'est qu'en avril 1999, le magazine BoDoï no 19 pré-publie une nouvelle aventure à suivre intitulée Adolf, quatrième album de la série, jusqu'au no 21, en fin juin. Les missionnaires reviennent au no 38 du 23 janvier 2001 pour s'aventurer en Bretagne dans Breiz Atao jusqu'au no 40 du 30 mars.

### Albums originaux
- 1 Papous, Le Lombard, 1996
Scénario : Yann - Dessin et couleurs : Laurent Verron
- 2 Pigalle, Le Lombard, 1997
Scénario : Yann - Dessin et couleurs : Laurent Verron
- 3 Eskimo[4], Le Lombard, 1998
Scénario : Yann - Dessin : Laurent Verron - Couleurs : Fourmi
- 4 Adolf, Le Lombard, 1999
Scénario : Yann - Dessin : Laurent Verron - Couleurs : Fourmi
- 5 Breiz Atao, Le Lombard, Troisième degré, 2001
Scénario : Yann - Dessin : Laurent Verron - Couleurs : Fourmi
- 6 Vade Retro Hollywood, Le Lombard, Troisième degré, 2002
Scénario : Yann - Dessin : Laurent Verron - Couleurs : Scarlett
- 7 Folies Zeppelin, Le Lombard, Troisième degré, 2006
Scénario : Yann - Dessin et couleurs : Laurent Verron

## Hommage
Les personnages principaux, Odilon Verjus et Laurent de Boismenu en compagnie de Joséphine Baker, sont présentés sur la murale de Bruxelles, dans la rue des Capucins.